# Villar de Samaniego (kommunhuvudort)
Villar de Samaniego är en kommunhuvudort i Spanien.   Den ligger i provinsen Provincia de Salamanca och regionen Kastilien och Leon, i den nordvästra delen av landet, 240 km väster om huvudstaden Madrid. Villar de Samaniego ligger 751 meter över havet och antalet invånare är 114.
Terrängen runt Villar de Samaniego är platt, och sluttar västerut.  Trakten runt Villar de Samaniego är nära nog obefolkad, med mindre än två invånare per kvadratkilometer. Närmaste större samhälle är Vitigudino, 11,9 km söder om Villar de Samaniego. Trakten runt Villar de Samaniego består i huvudsak av gräsmarker.